# Money in the Bank (2013)
Money in the Bank (2013) foi um evento em pay-per-view de luta profissional produzido pela WWE, que ocorreu em 14 de julho de 2013, no Wells Fargo Center em Filadélfia, Pensilvânia. Esta foi a quarta edição na cronologia do Money in the Bank.
Como tradicionalmente no evento, duas lutas Money in the Bank ocorreram. Na primeira, por um contrato por uma luta pelo World Heavyweight Championship, Damien Sandow derrotou Wade Barrett, Cody Rhodes, Dean Ambrose, Fandango, Jack Swagger e Antonio Cesaro. Na segunda, por um contrato por uma luta pelo WWE Championship, Randy Orton sagrou-se vencedor ao derrotar CM Punk, Daniel Bryan, Sheamus, Christian e o retornado Rob Van Dam.
Nas lutas pelos títulos mundiais, John Cena manteve o WWE Championship contra Mark Henry e Alberto Del Rio derrotou Dolph Ziggler para manter o World Havyweight Championship.

## Antes do evento
Money in the Bank (2013) teve lutas de wrestling profissional de diferentes lutadores com rivalidades e histórias pré-determinadas que se desenvolverão no Raw, SmackDown e Main Event — programas de televisão da WWE, tal como nos programas transmitidos pela internet - NXT e Superstars. Os lutadores interpretarão um vilão ou um mocinho seguindo uma série de eventos para gerar tensão, culminando em várias lutas.
Durante o Payback, foi anunciado que Rob Van Dam retornaria à WWE durante o Money in the Bank.
No Raw de 17 de junho, Mark Henry fez um discurso de aposentadoria. Ao fim do mesmo, ele atacou o Campeão da WWE, John Cena, aplicando-lhe um World's Strongest Slam. Na mesma noite, Vickie Guerrero anunciou que Cena defenderia o título contra Henry no Money in the Bank.
No Payback, Alberto Del Rio derrotou Dolph Ziggler para conquistar o World Havyweight Championship pela segunda vez na carreira. No Raw de 24 de junho, foi anunciado que Ziggler invocaria sua cláusula de revanche pelo título no Money in the Bank.
Também no Raw de 24 de junho, foi anunciado por Stephanie McMahon que os integrantes da luta Money in the Bank por uma chance pelo Campeonato da WWE seriam CM Punk, Daniel Bryan, Kane, Christian, Sheamus, Randy Orton e Rob Van Dam. Kane, no entanto, foi retirado da luta após um ataque da Wyatt Family (Luke Harper e Erick Rowan sob o comando de Bray Wyatt) no Raw de 8 de julho.
No SmackDown de 28 de junho, Theodore Long anunciou que Dean Ambrose, Cody Rhodes, Damien Sandow, Fandango, Antonio Cesaro, Jack Swagger e Wade Barrett seriam os os participantes da luta Money in the Bank por um contrato pelo World Heavyweight Championship.
No Payback, Curtis Axel conquistou o Intercontinental Championship ao realizar o pinfall no até então campeão Wade Barrett, enquanto The Miz aplicava um figure four leglock em Barrett. No Raw de 1º de julho, foi anunciado que Curtis Axel defenderia o Intercontinental Championship contra The Miz no Money in the Bank.
Também no Payback, AJ Lee derrotou Kaitlyn para conquistar o Divas Championship. Após repetidos ataques entre ambas nas semanas seguintes, foi anunciado no Raw de 1º de julho que Kaitlyn invocaria sua cláusula de revanche pelo título no Money in the Bank.
No Raw de 24 de junho, após se queixarem por ter sido deixado fora da luta Money in the Bank, Ryback e Chris Jericho foram colocados em uma luta um contra o outro no Money in the Bank pela então supervisora administrativa do Raw, Vickie Guerrero.
Também neste show, os The Usos ganharam uma luta de três duplas, derrotando Tons of Funk e 3MB (Jinder Mahal e Drew McIntyre), para se tornarem os desafiantes ao WWE Tag Team Championship do The Shield (Seth Rollins e Roman Reigns). No mesmo dia, foi anunciado que a luta aconteceria no pré-show do Money in the Bank.

## Evento
| Papel:                          | Nome:           |
| ------------------------------- | --------------- |
| Comentaristas                   |                 |
| Michael Cole                    |                 |
| Jerry "The King" Lawler         |                 |
| John "Bradshaw" Layfield        |                 |
| Carlos Cabrera (Espanhol)       |                 |
| Marcelo Rodríguez (Espanhol)    |                 |
| Locutores                       |                 |
| Justin Roberts (Raw e Pré-show) |                 |
| Lilian Garcia (SmackDown)       |                 |
| Painel de discussão             | Josh Mathews    |
| Painel de discussão             | Big Show        |
| Painel de discussão             | Kofi Kingston   |
| Painel de discussão             | Vickie Guerrero |
| Árbitros                        | Scott Armstrong |
| Árbitros                        | Chad Patton     |
| Árbitros                        | John Cone       |
| Árbitros                        | Ryan Tran       |
| Árbitros                        | Mike Chioda     |
| Árbitros                        | Rod Zapata      |
| Árbitros                        | Darrick Moore   |
| Repórteres                      | Tony Dawson     |
| Repórteres                      | Renee Young     |

### Pré-show
No pré-show do evento (também chamado de "pontapé inicial"), a The Shield (Seth Rollins e Roman Reigns) defendeu o WWE Tag Team Championship contra os The Usos (Jey e Jimmy). A luta acabou quando Reigns aplicou um Spear em Jimmy Uso, realizando o pinfall com sucesso.

### Lutas preliminares
O primeiro combate da noite foi uma luta Money in the Bank por um contrato pelo World Heavyweight Championship entre Wade Barrett, Cody Rhodes, Damien Sandow, Dean Ambrose, Fandango (acompanhado por Summer Rae), Jack Swagger e Antonio Cesaro (acompanhados por Zeb Colter). Durante a luta, as duplas formadas por Sandow e Rhodes, da mesma forma que Cesaro e Swagger se uniram para expulsar seus adversários do ringue. Em outro momento, Barrett aplicou um Bull Hammer em Swagger da escada, sofrendo uma Powerbomb de Fandango na sequência. Perto do fim da luta, Rhodes foi impedido de ganhar o combate quando Seth Rollins e Roman Reigns o atacaram. Porém, estes foram expulsos do ringue pelos Usos. No fim da luta, Rhodes estava sozinho na escada, quando seu parceiro Damien Sandow o derrubou e pegou a maleta, ganhando a luta.
Na segunda luta da noite, Curtis Axel (acompanhado por Paul Heyman) enfrentou The Miz pelo Intercontinental Championship. Ainda no começo da luta, Miz fingiu ser atacado por Heyman, que fez com que o árbitro o expulsasse do ringue. Miz tentou ganhar aplicando um Figure Four Leglock em Axel, mas este conseguiu chegar nas cordas. A luta acabou quando Curtis Axel aplicou um Twisting Neckbreaker em Miz, seguido de um pinfall com sucesso.
AJ Lee (acompanhada por Big E Langston) defendeu o Divas Championship contra Kaitlyn (acompanhada de Layla) em seguida. Durante a luta, AJ tentou aplicar um Moonsault da terceira corda, mas Kaitlyn a interceptou, jogando-a para fora do ringue, de modo que Big E a segurou. A luta acabou quando Kaitlyn aplicou um Spear em AJ, caindo de mal jeito e machucando o ombro. AJ se aproveitou e aplicou um Black Widow em Kaitlyn, fazendo com que ela desistisse.
Na luta seguinte, Ryback enfrentou Chris Jericho. Na parte final da luta, Jericho conseguiu aplicar um Codebreaker em Ryback, que o jogou para fora do ringue. Este só conseguiu voltar ao ringue na contagem de nove do árbitro. A luta acabou quando Jericho tentou aplicar um Lionsault em Ryback, mas este escapou e realizou um "Roll-up", conseguindo realizar a contagem com sucesso.

### Lutas principais
Na quinta luta da noite, Alberto Del Rio defendeu o  World Havyweight Championship contra Dolph Ziggler. A luta acabou quando Del Rio tentou aplicar um Superkick em Ziggler, mas este conseguiu segurar sua perna, e ao soltar, AJ Lee invadiu o ringue, acertando Alberto Del Rio com o Divas Championship, fazendo com que o árbitro desqualificasse Ziggler.
No penúltimo combate, John Cena defendeu o WWE Championship contra Mark Henry. Em dado momento, Cena tentou aplicar um Attitude Adjustment em Henry, porém não aguentou o peso, fazendo com que ele caísse em cima de Cena. Em outro momento, Henry aplicou um World's Strongest Slam, mas Cena conseguiu sobreviver ao pinfall. Logo após, Henry tirou a proteção de um dos cantos do ringue, jogando duas cadeiras no mesmo. O árbitro colocou a proteção de volta, jogando as cadeiras para fora do ringue, enquanto Henry tirava outra proteção de outro canto, tentando jogar Cena, mas este escapou e jogou Henry no canto, aplicando um STF na sequência, mas Henry conseguiu chegar nas cordas. A luta acabou quando Henry tentou aplicar outro World's Strongest Slam, mas Cena o reverteu e conseguiu aplicar outro STF, fazendo Henry desistir.
CM Punk, Daniel Bryan, Randy Orton, Sheamus, Christian e Rob Van Dam se enfrentaram em uma luta Money in the Bank por um contrato pelo WWE Championship no evento principal. A luta começou com todos os oponentes partindo para cima de Van Dam, o jogando para fora do ringue. Em certo ponto, todos os seis lutadores se encontravam simultaneamente em duas escadas para tentar pegar a maleta, mas Punk a balançou, fazendo com que todos caíssem das escadas. Em outro momento, Christian e Van Dam tentavam pegar a pasta, mas a escada caiu; Van Dam pulou sobre outra escada e aplicou um Five Star Frog Splash em Chistian. Perto do final da luta, enquanto Bryan tentava pegar a maleta, Curtis Axel apareceu e o atacou com uma cadeira. Na sequência, Punk aplicou um Go to Sleep em Axel. Logo após, Punk tentou pegar a maleta, mais foi atacado com uma escada por Paul Heyman. No fim da luta, Rob Van Dam estava sozinho na escada, quando Orton apareceu, lhe aplicando um RKO, pegando a maleta na sequência, vencendo a luta.

## Após o evento
No SummerSlam, Daniel Bryan derrotou John Cena pelo Campeonato da WWE em uma luta com Triple H como árbitro. Após a luta, Triple H, que, até então, mostrava-se favorável a Bryan, o traiu, aplicando-lhe um Pedigree, tornando-se um vilão e permitindo que Randy Orton usasse seu contrato Money in the Bank para derrotar Bryan e conquistar o título.
Damien Sandow utilizou o contrato Money in the Bank e perdeu o combate. Ele foi derrotado por John Cena no Raw de 28 de outubro de 2013.

## Recepção
O evento recebeu críticas essencialmente positivas. O website canadense Canadian Online Explorer deu ao evento nota 7, com a melhor luta da noite sendo a Luta Money in the Bank por um contrato pelo World Havyweight Championship (nota 9), e a pior, a de Ryback contra Chris Jericho (nota 5). Dave Meltzer do Wrestling Observer, classificou como a melhor luta da noite o combate entre Dolph Ziggler e Alberto Del Rio. Meltzer também elogiou as duas lutas Money in the Bank (especialmente a pelo contrato pelo World Havyweight Championship), chamando ainda a luta entre John Cena e Mark Henry de "muito bom combate".

## Resultados
| Nº                                          | Resultados | Estipulações                                                               | Tempo |
| ------------------------------------------- | --- | -------------------------------------------------------------------------- | ----- |
| Pré- show                                   | The Shield (Seth Rollins e Roman Reigns) (c) derrotou The Usos (Jey e Jimmy)                                                              | Luta de duplas pelo WWE Tag Team Championship                              | 14:48 |
| 1                                           | Damien Sandow derrotou Wade Barrett, Cody Rhodes, Dean Ambrose, Fandango (com Summer Rae), Jack Swagger e Antonio Cesaro (com Zeb Colter) | Luta Money in the Bank por um contrato pelo World Heavyweight Championship | 16:25 |
| 2                                           | Curtis Axel (com Paul Heyman) (c) derrotou The Miz                                                                                        | Luta individual pelo Intercontinental Championship                         | 9:08  |
| 3                                           | AJ Lee (com Big E Langston) (c) derrotou Kaitlyn (com Layla) por submissão                                                                | Luta individual pelo Divas Championship                                    | 7:03  |
| 4                                           | Ryback derrotou Chris Jericho | Luta individual                                                            | 11:20 |
| 5                                           | Alberto Del Rio (c) derrotou Dolph Ziggler por desqualificação                                                                            | Luta individual pelo World Havyweight Championship                         | 14:29 |
| 6                                           | John Cena (c) derrotou Mark Henry por submissão                                                                                           | Luta individual pelo WWE Championship                                      | 14:46 |
| 7                                           | Randy Orton derrotou CM Punk, Daniel Bryan, Sheamus, Christian e Rob Van Dam                                                              | Luta Money in the Bank por um contrato pelo WWE Championship               | 26:38 |
| (c) – Refere-se aos campeões antes da luta. | |                                                                            |       |